# Patagonski tinamu
Patagonski tinamu' (lat. Tinamotis ingoufi) je vrsta ptice iz roda Tinamotis iz reda tinamuovki. Živi na jugu Južne Amerike. Udomaćen je u južnom Čileu i jugozapadnoj Argentini. 
Dug je oko 35 centimetara. Gornji dijelovi su sivi, s crnim pjegicama. Grlo je bijelo, a prsa su riđa. Trbuh je cimetasto-smeđe boje.
Hrani se plodovima s tla ili niskih grmova. Također se hrani i malom količinom manjih beskralježnjaka i biljnih dijelova. Mužjak inkubira jaja koja mogu biti od čak četiri različite ženke. Inkubacija obično traje 2-3 tjedna.

## Vanjske poveznice
|  | Zajednički poslužitelj ima još gradiva o temi Tinamotis ingoufi |
|  | Wikivrste imaju podatke o taksonu Tinamotis ingoufi             |